# Рудник Ферн-Гілл
Рудник Ферн-Гілл (Fern Hill) — колишній гірничодобувний майданчик у Меланезії на острові Нова Каледонія (заморське володіння Франції).
Золоторудне родовище Ферн-Гілл відкрили в 1863 році та ввели в розробку у 1871-му. Первісно створили розкоп довжиною біля 20 метрів, шириною 4—5 метрів та глибиною 10 метрів, який дозволив охопити верхню частину золотої жили. Діяльність залишалась прибутковою лише до 1874 року, що пояснювалось вичерпанням близьких до поверхні запасів. Згодом розробку не раз зупиняли та відновлювали, так що вона тривала з перервами до 1900 року, а глибина шахти досягнула 120 метрів.
Всього з Ферн-Гілл вилучили 212 кілограмів золота. Незважаючи на такий незначний обсяг, рудник став найбільшою золотою копальнею в історії Нової Каледонії (потужна гірничодобувна промисловість якої передусім славиться розробками нікелю).